# Estació de trens de Merkholtz
L'Estació de trens de Merkholtz (en luxemburguès: Gare Mäerkels; en francès: Gare de Merkholtz, en alemany: Bahnhof Merkholtz) és una estació de tren que es troba a Merkholtz, al nord de Luxemburg. La companyia estatal propietària és Chemins de Fer Luxembourgeois. L'estació està situada en el ramal ferroviari de la línia 10 CFL, que connecta la ciutat de Luxemburg amb el centre i nord del país.

## Servei
Merkholtz rep els serveis ferroviaris pels trens de Regional Express (RE) i Regionalbahn (RB) amb relació a la línia 10 CFL entre Kautenbach i Wiltz.